# Denis Lapaczinski
Denis Lapaczinski (* 26. September 1981 in Reutlingen) ist ein ehemaliger deutscher Fußballspieler.

## Biografie
Lapaczinski begann seine Karriere in der Saison 1998/99 im Regionalligateam des VfB Stuttgart und wechselte zur Saison 1999/2000 zum SSV Reutlingen 05. Nach sechs Toren in 33 Zweitligaspielen verließ der Jugend-Nationalspieler Reutlingen zur Saison 2001/02 in Richtung Hertha BSC.
Unter anderem bedingt durch eine Sprunggelenksverletzung und einer daraus resultierenden zehnmonatigen Spielpause absolvierte er innerhalb von drei Jahren bei Hertha lediglich 22 Partien in der Bundesliga, in denen er zwei Tore erzielte. Lapaczinski wechselte zur Saison 2004/05 zum F.C. Hansa Rostock, mit dem er nach 13 Erstliga-Einsätzen (ohne Tor) am Ende der Saison 2004/05 abstieg. Mit dem F.C. Hansa absolvierte er noch eine Saison in der 2. Bundesliga, ebenfalls mit 13 Spielen ohne Torerfolg.
Ab Sommer 2006 stand er bei der TSG 1899 Hoffenheim unter Vertrag, der 2007 der Aufstieg aus der Regionalliga in die 2. Bundesliga gelang. Allerdings gehörte er dort nicht zum Stammkader der Profis, für die er lediglich zwei Einsätze absolvierte; er wurde meist in der Oberliga-Mannschaft der Hoffenheimer eingesetzt. Zur Saison 2008/09 verließ er den Verein mit unbekanntem Ziel; erst Anfang März 2009 fand er im SSV Reutlingen 05 einen neuen Arbeitgeber. Zur Saison 2009/10 wechselte Lapaczinski zum FC Schalke 04, dessen zweiter Mannschaft er zwei Spielzeiten in der Regionalliga West angehörte. Nach der Saison 2010/11 beendete er seine aktive Laufbahn.
Seine einzigen Titel konnte Lapaczinski mit Hertha BSC 2001 und 2002 mit dem Gewinn des DFB-Ligapokals feiern.
Nach seinem Karriereende arbeitete Lapaczinski von 2011 bis 2014 in verschiedenen Positionen beim SSV Reutlingen, zuletzt als Scout und Verantwortlicher fürs Sponsoring. Im März 2019 nahm er die Stelle des Teammanagers beim 1. FC Köln an. Am 27. Dezember 2021 wurde der Vertrag mit dem 1. FC Köln aufgelöst, da Lapaczinski sich weigerte, sich gegen COVID-19 impfen zu lassen.